# Anemia nervosa
Anemia nervosa är en ormbunkeart som beskrevs av Pohl. Anemia nervosa ingår i släktet Anemia och familjen Anemiaceae. Inga underarter finns listade.